# ویلبر می‌خواهد خودش را بکشد
ویلبر می‌خواهد خودش را بکشد (انگلیسی: Wilbur Wants to Kill Himself) یک فیلم اسکاتلندی-دانمارکی به کارگردانی لونه شِـرفی است که در سال ۲۰۰۲ منتشر شد.

## بازیگران
- جیمی سیوس
- آدریان راولینز
- شرلی هندرسون
- لیزا مک‌کینلی
- مدس میکلسن
- جولیا دیویس